# Mongoliet i olympiska sommarspelen 2004
Mongoliet i olympiska sommarspelen 2004 bestod av 20 idrottare som blivit uttagna av Mongoliets olympiska kommitté.

## Boxning
Lättvikt
- Uranchimegiin Mönkh-Erdene
  - Sextondelsfinal - Besegrade Michael Medor från Mauritius (29 - 23)
  - Åttondelsfinal - Förlorade mot Baik Jong-Sub från Sydkorea (22 - 33)

## Brottning
Fristil, herrar 55 kg
- Bayaraagiin Naranbaatar
  - Pool 3
    - Besegrade Babak Nourzad från Iran (6 - 0)
    - Förlorade mot Kim Hyo-Sub från Sydkorea (3 - 4)

  - 2:a i poolen, gick inte vidare (4 TP, 9 CP, 12:a totalt)

Fristil, herrar 60 kg
- Purevbaatar Oyunbileg
  - Pool 4
    - Besegrade Eric Guerrero från USA (3 - 1; 7:50)
    - Förlorade mot David Pogosian från Georgien (2 - 4)

  - 2:a i poolen, gick inte vidare (4 TP, 5 CP, 13:a totalt)

Fristil, herrar 96 kg
- Enkhtuya Tuvshintur
  - Pool 6
    - Förlorade mot Fatih Cakiroglu från Turkiet (Fall; 3:15)
    - Förlorade mot Alexander Shemarov från Vitryssland (0 - 5)

  - 3:a i poolen, gick inte vidare (0 TP, 0 CP, 21:a totalt)

Fristil, herrar 120 kg
- Usukhbayar Gelegjamts
  - Pool 6
    - Besegrade Barys Hrynkevich från Vitryssland (6 - 0)
    - Förlorade mot Alireza Rezai från Iran (0 - 3; 7:31)
    - Förlorade mot Bozhidar Boyadzhiev från Bulgarien (Fall; 3:22)

  - 3:a i poolen, gick inte vidare (6 TP, 3 CP, 12:a totalt)

Fristil, damer 48 kg
- Enkhjargai Tsogtbazar
  - Pool 2
    - Förlorade mot Angelique Berthenet från Frankrike (4 - 7; 6:16)
    - Besegrade Leopoldina Ross från Guinea-Bissau (12 - 0; 3:22)

  - 2:a i poolenl, gick vidare till match om femte plats (16 TP, 5 CP)
  - 5:e plats, kval: Förlorade mot Brigitte Wagner från Tyskland (Fall; 2:33) (8:a totalt)

Fristil, damer 72 kg
- Burmaa Ochirbat
  - Pool 2
    - Förlorade mot Maria Louiza Vryoni från Grekland (3 - 4)
    - Förlorade mot Svitlana Sayenko från Ukraina (0 - 3)

  - 3:a i poolen, gick inte vidare (3 TP, 1 CP, 10:a totalt)

## Friidrott
Herrarnas maraton
- Bat-Ochiryn Ser-Od
  - 2:33:24 (75:a totalt)

Damernas maraton
- Luvsanlchündegijn Otgonbajar
  - 3:48:42 (66:a totalt)

## Judo
Herrarnas extra lättvikt (-60 kg)
- Khashbaataryn Tsagaanbaatar
  - 32-delsfinal: Bye
  - Sextondelsfinal: Besegrade Akram Shah från Indien (Gyaku-juji-jime; ippon - 0:44)
  - Åttondelsfinal: Besegrade Taraje Williams-Murray från USA (Kibisu-gaeshi; ippon - 1:37)
  - Kvartsfinal: Besegrade Choi Min-Ho från Sydkorea (Kami-shiho-gatame; ippon - 1:14)
  - Semifinal: Förlorade mot Tadahiro Nomura från Japan (Ouchi-gari; ippon - 0:23) (gick till återkval)
  - Bronsmatch: Besegrade Kenji Uematsu från  Spanien (Kuchiki-taoshi; yuko - 0:23 (Golden Score)) (Brons)

Herrarnas halv lättvikt (-66 kg)
- Gantömöriin Dashdavaa
  - Sextondelsfinal: Besegrade Georgios Vazagakasvili från  Grekland (Straffpoäng; 3 shidos)
  - Åttondelsfinal: Förlorade mot Masato Uchishiba från Japan (Tomoe-nage; ippon - 2:00) (gick vidare till återkval)
  - Repechage Round 1: Förlorade mot  Jorge Lencina från Argentina (Kuchiki-taoshi; ippon - 4:27)

Herrarnas lättvikt (-73 kg)
- Damdiny Suldbayar
  - 32-delsfinal: Bye
  - Sextondelsfinal: Besegrade Vsevolods Zeolnijs från  Lettland (Sumi-otoshi; ippon - 5:00)
  - Åttondelsfinal: Besegrade Bernard Sylvain Mvondo från Kamerun (Sumi-otoshi; yuko)
  - Kvartsfinal: Förlorade mot Vitaliy Makarov från  Ryssland (Straffpoäng; 3 shidos) (gick vidare till återkval)
  - Återkval omgång 3: Förlorade mot  David Kevkhishvili från Georgien (Kata-guruma; yuko)

Herrarnas halv mellanvikt (-81 kg)
- Damdinsürengiin Nyamkhüü
  - Sextondelsfinal: Förlorade mot Gabriel Arteaga från Juba (Harai-makikomi; waza-ari)

Herrarnas mellanvikt (-90 kg)
- Ochirbat Tsend-Ayush
  - Sextondelsfinal: Besegrade Krisna Bayu från Indonesien (Kuchiki-taoshi; waza-ari)
  - Åttondelsfinal: Förlorade mot Carlos Eduardo Honorato från Brasilien (Straffpoäng; 3 shidos)

Herrarnas halv tungvikt (-100 kg)
- Odkhüü Batjargal
  - 32-delsfinal: Bye
  - Sextondelsfinal: Förlorade mot Iveri Jikurauli från  Georgien (Uchi-mata; ippon - 0:55)

Damernas lättvikt (-57 kg)
- Khishigbatyn Erdenet-Od
  - Sextondelsfinal: Bye
  - Åttondelsfinal: Förlorade mot Kie Kusakabe från Japan (Ippon-seoi-nage; yuko)

Damernas tungvikt (+78 kg)
- Erdene-Ochir Dolgormaa
  - Sextondelsfinal: Besegrade Lee Hsiao-Hung från Kina-Taipei (Ushiro-kesa-gatame; yuko)
  - Åttondelsfinal: Förlorade mot Maryna Prokofyeva från Ukraine (Kuzure-kesa-gatame; w'ari ippon - 1:24)